# 聖迭戈市旗
聖迭戈市旗（flag of San Diego）自左往右是深紅色、白色、金色三個垂直條紋。中央部分是聖迭戈市徽。市徽下方有數字1542，是胡安·羅德里格斯·卡布里略佔領這一地區的年份。

## 外部連結
- 官方网站
- Flags of the World （页面存档备份，存于）